# Митрофанов, Алексей Геннадиевич
Алексе́й Генна́диевич Митрофа́нов (19 июля 1967, Москва — 25 февраля 2024, Русе, Болгария) — российский писатель
, публицист, краевед, телеведущий.

## Биография
Алексей Митрофанов родился в Москве в семье инженеров-конструкторов. Окончил Московский авиационный институт, но не работал по специальности. Работал в Музее истории Москвы, в различных средствах массовой информации: в журнале «Столица», газете «Известия» (в начале 2000-х годов вёл москвоведческую рубрику), газете «Первое сентября», на канале «Столица» и других.
Занимался краеведением, основные темы — российская история, городская феноменология, общепит. Написал серию из 15 книг «Прогулки по старой Москве», также написал книги о городах России: Владимире, Тамбове, Калининграде, Ярославле, Смоленске, Калуге, биографии Владимира Гиляровского (серия ЖЗЛ).
Автор телевизионной передачи о Гиляровском, в которой сам же исполнил его роль. В 2010—2015 годах был ведущим цикла передач «Хроники московского быта» на телеканале «ТВ Центр». Являлся одним из авторов путеводителей, гидом и лектором проекта «Москва, которой нет». В 2011 году Алексей Митрофанов написал книгу в жанре «ироничного мужского детектива» под названием «Маленький клоп».
Умер в больнице 25 февраля 2024 года в Болгарии, где жил после эмиграции из России. Причина смерти — оторвавшийся тромб на фоне воспаления лёгких. Прах захоронен в Москве, в колумбарии на Калитниковском кладбище.